# Bedia Begovska
Bedia Begovska (mazedonisch Бедија Беговска; * 22. Januar 1951 in Skopje, SR Mazedonien, SFR Jugoslawien), auch Bedija Begovska, ist eine nordmazedonische Schauspielerin.

## Biografie
Begovska wurde am 22. Januar 1951 in Skopje geboren. Sie gehört zu der türkischen Minderheit in Nordmazedonien. Ihr Debüt gab sie 1976 in dem Fernsehfilm Cimerite od soba 306. Anschließend war sie 2007 in der Fernsehserie Elveda Rumeli zu sehen.
2015 trat sie in Mutlu Ol Yeter auf. Außerdem spielte sie 2018 in Prespav mit. Danach wurde Begovska 2020 für den Film Acı Kiraz gecastet. 2022 bekam  sie in der Serie Balkan Ninnisi eine Hauptrolle. Im selben Jahr bekam Begovska die Auszeichnung Nagrada za životno delo Vojdan Černodrinski.

## Filmografie (Auswahl)
Filme
- 1976: Cimerite od soba 306
- 2012: Son Yaz Balkanlar 1912
- 2012: Treto poluvreme
- 2015: Limonata
- 2020: Acı Kiraz

Serien
- 2007: Elveda Rumeli
- 2015: Mutlu Ol Yeter
- 2017: Na terapija
- 2018: Prespav
- 2022: Balkan Ninnisi